# Let the World Know
«Let the World Know» (укр. Нехай світ знає) — третій студійний альбом шведського металкор-гурту Dead by April, був представлений 12 лютого 2014 року на лейблі Universal Music; перший альбом гурту без вокаліста Джиммі Стрімелла, на зміну якому в гурт прийшов Крістофер Андерсон, та останній, у якому взяли участь Алескандер Свенінґссон і Зандро Сантьяґо (обидва залишили гурт у 2014 році).

## Про альбом
У жовтні 2012 року, на своїй сторінці у Facebook, гурт оголосив про початок запису нового альбому.
У березні 2013 року команда оголосила про завершення співпраці з їх вокалістом Джиммі Стрімеллом. Гурт розмістив у мережі таке повідомлення про це:
«Причиною того, що нам довелося прийняти це рішення, є особисті проблеми Джиммі. Це впливало на команду протягом багатьох років, і ми спробували все, що могли, щоб виправити це. Останнім часом ми навіть пройшли групову терапію, щоб бути чесними і щирими між собою у групі. Оскільки нічого не змінилося, ми усвідомили, що якщо ми хочемо рухатися вперед, на жаль, немає іншого шляху, як продовжити роботу без Джиммі.»
25 травня 2013 року команда випустила перший сингл з цього альбому — «Freeze Frame», а також разом до цього релізу входила композиція «Empathy». На цьому синглі вперше можна почути Крістофера Андерсона, нового вокаліста, який прийшов на зміну Джиммі Стріммелу. Колишнім гуртом Крістофера була команда «What Tomorrow Brings».
У листопаді 2013 року було оголошено про закінчення роботи над цією платівкою та що новий альбом планується випустити у середині лютого 2014 року.  Пізніше того ж місяця група згодом підтвердила офіційну дату виходу альбому — 12 лютого 2014 року.
6 грудня 2013 року група випустила другий сингл під назвою «As a Butterfly». Список композицій та обкладинку альбому музиканти представили 9 грудня 2013 року на своїй сторінці у Facebook.
12 лютого 2014 року команда випускає альбом «Let the World Know». Через деякий час після цього Алескандер Свенінґссон оголосив, що покинув гурт, і на його місце швидко знайшли заміну — Маркус Розелл, учасник групи «Ends with Bullet».
3 листопада 2014 року група оголосила, що Зандро Сантьяго пішов, щоб продовжувати власну сольну кар'єру, і що Понтус Г'єльм займе його місце вокаліста, повернувшись до своєї ролі у команді, яку він залишив у 2010 році.

## Критика
У огляді на сайті New Transcendence написали про цей альбом, що «тексти, які детально описують стосунки, кохання, душевні розлади та емоційні потрясіння, є візитівкою Dead by April, а новий альбом є вершиною їхньої роботи та демонструє найкраще, що може запропонувати Dead by April. Інструментально вони взяли те, що використовували на минулому їх альбомі та відточили це до найменших деталей. Гітара працює важче, плавніше, і кожна нота / акорд  — це емоційний та сильний звук. Барабанна робота чудова. Басова робота є міцною і тримає все разом, тоді як клавішні стали набагато краще від і без того дивовижного звуку на минулій їх роботі — „Incomparable“. Dead By April зміцнив свій власний унікальний і впізнаваний звук.»

## Комерційний успіх
Альбом досяг п'ятої позиції у шведському чарті альбомів.

## Список композицій
Автор музики і слів Понтус Г'єльм. 
| #                         | Назва                     | Тривалість |
| ------------------------- | ------------------------- | ---------- |
| 1.                        | «Beautiful Nightmare»     | 4:06       |
| 2.                        | «Abnormal»                | 4:15       |
| 3.                        | «Empathy»                 | 3:57       |
| 4.                        | «Done With Broken Hearts» | 3:12       |
| 5.                        | «As a Butterfly»          | 4:52       |
| 6.                        | «Same Star»               | 3:20       |
| 7.                        | «Let the World Know»      | 3:50       |
| 8.                        | «Peace of Mind»           | 3:17       |
| 9.                        | «Freeze Frame»            | 3:58       |
| 10.                       | «Infinity x Infinity»     | 3:10       |
| 11.                       | «My Tomorrow»             | 4:02       |
| 12.                       | «Hold On»                 | 3:36       |
| 13.                       | «Replace You»             | 3:25       |
| Загальна тривалість 49:00 |                           |            |

| Японське видання - бонусний трек | Японське видання - бонусний трек | Японське видання - бонусний трек |
| #                                | Назва                            | Тривалість                       |
| -------------------------------- | -------------------------------- | -------------------------------- |
| 14.                              | «Cause I Need You»               | 4:18                             |
| Загальна тривалість 53:18        |                                  |                                  |

### Музичні відео
На композиції з альбому було знято два відеокліпи:
- «As a Butterfly [Архівовано 6 лютого 2021 у Wayback Machine.]»
- «Beautiful Nightmare [Архівовано 9 липня 2021 у Wayback Machine.]»

## Учасники запису
- Зандро Сантьяґо — вокал
- Крістофер Андерсон —екстрім вокал
- Понтус Г'єльм — гітара, клавіші, електроніка
- Алескандер Свенінґссон — барабани
- Маркус Весслен — бас-гітара